# Gusinje

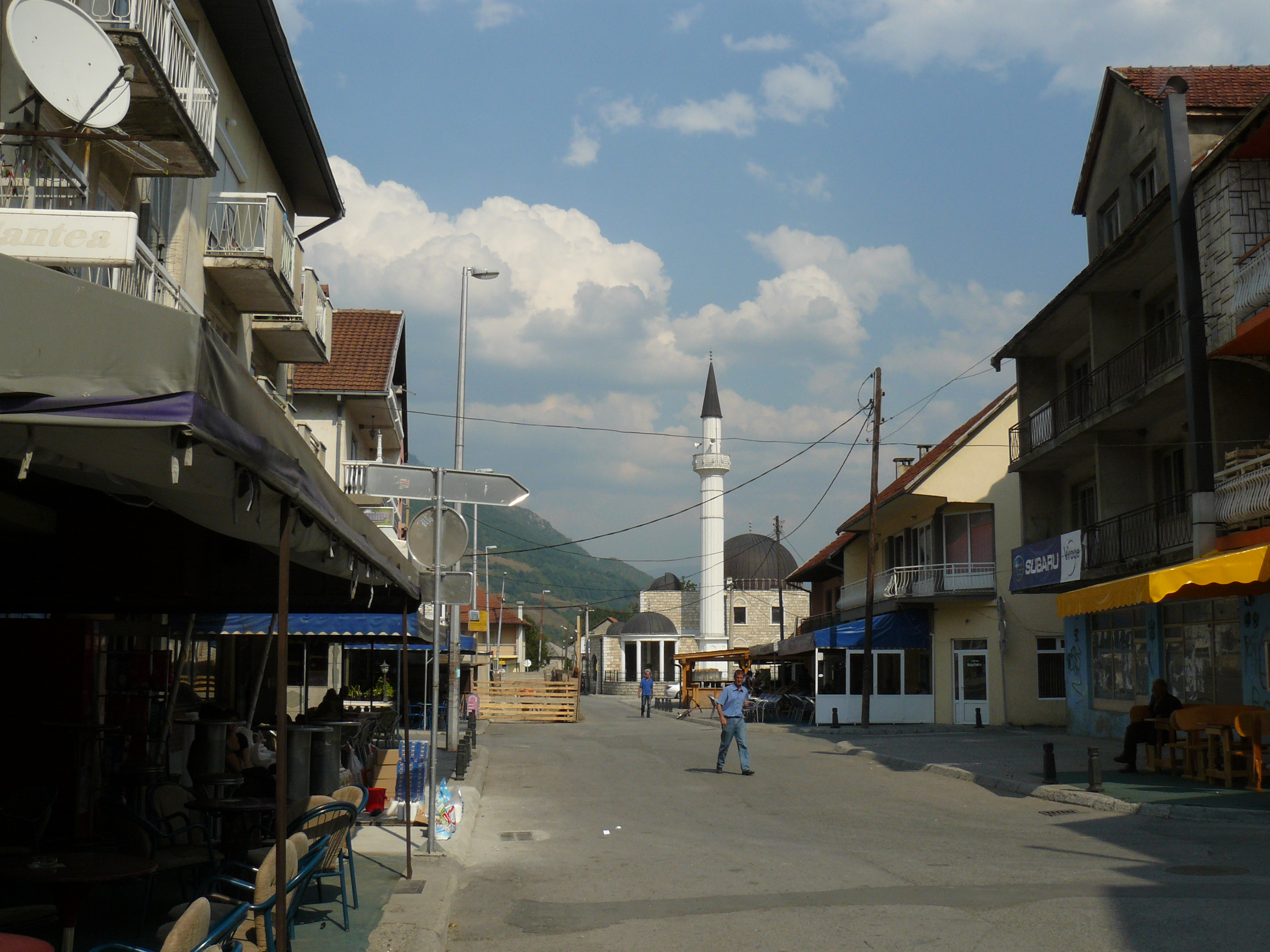
Innenstadt

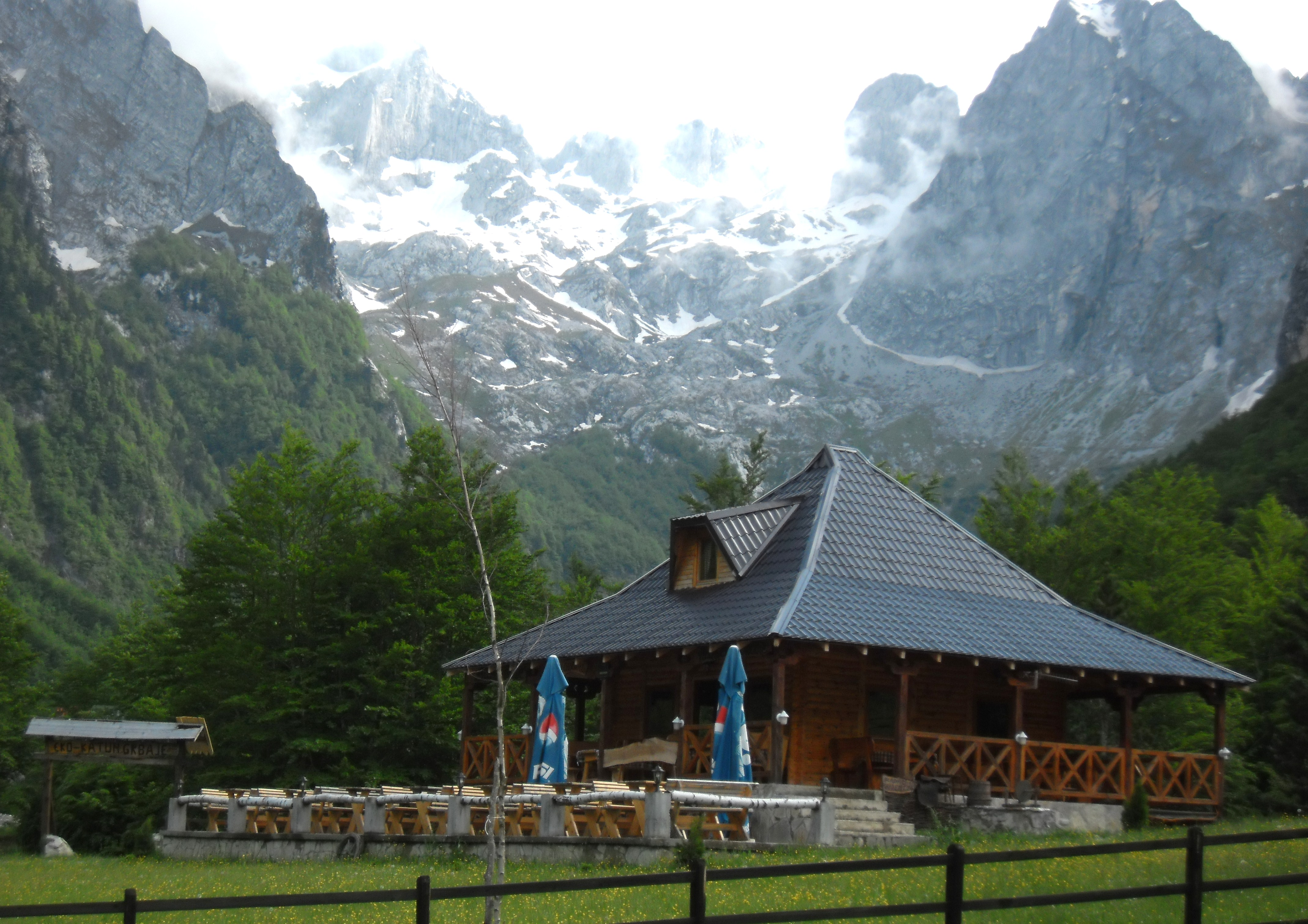
Prokletije südwestlich von Gusinje

Gusinje (serbisch-kyrillisch Гусиње; bosnisch Gusinje; albanisch Guci/Gucia) ist eine Stadt in Montenegro, die im historischen Gebiet des Sandschaks von Novi Pazar auf 925 m im Tal der oberen Ljuča (albanisch Luça) liegt. Der Ort befindet sich nahe der albanischen Grenze. Bis 2014 gehörte Gusinje zur Gemeinde Plav, seit 2014 bildet das Städtchen mit umliegenden Orten aber die Gemeinde Gusinje. Gusinje hat etwa 1700 Einwohner.
Die erste Erwähnung des Ortes stammt aus dem Jahr 1330 als Gusino. Von 1878 bis 1913 war Gusinje de facto selbständig, da die Stadtväter weder die türkische noch andere damals regierende Mächte anerkennen wollten. Die Stadt galt in der Zeit als eine der einwohnerstärksten Städte in der Region und war ein wichtiger Handelsort. Nachdem infolge des Berliner Kongress im Jahr 1878 Montenegro Gebietsansprüche auf Plav und Gusinje erhoben hatten, besetzten Truppen der Liga von Prizren unter Führung des lokalen Herrschers Ali Pascha Gucia die Stadt. In der Schlacht von Nokšić (bosnisch Boj na Nokšiću, albanisch Nokshiq) im Dezember 1879 und im Januar 1880 erlitt die montenegrinische Armee – auch von russischen Truppen unterstützt – zwei schwere Niederlagen. Die Einwohner von Gusinje konnten so bis zum Zusammenbruch des Osmanischen Reichs erfolgreich verhindern, dass das Gebiet an Montenegro abgetreten wurde.
Gusinje ist Ausgangspunkt für zahlreiche Wanderungen im montenegrinischen Prokletije, das hier als Nationalpark geschützt ist. Das Gebirge beginnt gleich südlich des Orts.

## Persönlichkeiten
- Ekrem Jevrić (1961–2016), Folk-Sänger